# Mouad El Fanis
Mouad El Fanis (* 1. Januar 2004) ist ein belgischer Fußballspieler. Er spielte seit seiner Jugend für Standard Lüttich und gehörte zum Kader der belgischen Nachwuchsnationalmannschaften. El Fanis ist seit dem 1. Juli 2024 vereinslos.

## Karriere

### Verein
Mouad El Fanis wurde fußballerisch in der Akademie von Standard Lüttich ausgebildet. Am 13. August 2022 gab er beim 2:2 im Zweitligaspiel bei der Zweitvertretung des FC Brügge sein Pflichtspieldebüt für die zweite Mannschaft der Lütticher. In der Folgezeit kam El Fanis häufiger zum Einsatz, ehe er dann aufgrund einer unbekannten Verletzung nicht mehr spielen konnte und daher bis zum Saisonende keine Partie mehr bestritt. In seinem zweiten Jahr in der Zweitvertretung war er nicht unbedingt Stammspieler und gehörte ab April 2024 über weite Strecken nicht mehr zum Spieltagskader, zumal er zwischenzeitlich ebenfalls wegen einer Verletzung pausierte und auch eine Sperre (aufgrund einer gelb-roten Karte) absitzen musste. Mouad El Fanis' Vertrag lief zum 30. Juni 2024 aus und wurde nicht verlängert, so dass seine Zeit in Lüttich abgelaufen war.

### Nationalmannschaft
Mouad El Fanis gehört zum Kader belgischer Nachwuchsnationalmannschaften und kam für dieses Land in den Altersklassen U18 und U19 zum Einsatz.